# Miniopterus natalensis
Miniopterus natalensis é uma espécie de morcego da família Miniopteridae. Pode ser encontrada na Angola, Namíbia, Botsuana, África do Sul, Lesoto, Zimbábue, Essuatíni, Moçambique, Maláui, Zâmbia, Tanzânia, República Democrática do Congo, Quênia, Arábia Saudita e Iêmen. Possivelmente na Uganda, Etiópia e Sudão.